# Mattias Jonson
Mattias Jonson (* 16. Januar 1974 in Kumla) ist ein ehemaliger schwedischer Fußballspieler. Zwischen 1996 und 2006 lief der offensive Mittelfeldspieler, der sowohl in Schweden als auch Dänemark den Meistertitel gewann, in 57 Länderspielen für die schwedische Nationalmannschaft auf.

## Werdegang

### Karriereanfang
Jonson spielte in der Jugend für Karlslunds IF und IFK Kumla. 1992 wechselte er in die Jugendabteilung von Örebro SK. Ein Jahr später, am 18. April 1993, debütierte er bei der 1:2-Niederlage gegen Helsingborgs IF für den Klub in der Allsvenskan. In seinem ersten Jahr kam er in 15 Partien der regulären Spielzeit zum Einsatz, spielte jedoch in keinem Spiel über die volle Spieldauer. Da der Klub nur den elften Tabellenrang belegte, musste die Mannschaft in der Relegation gegen Vasalunds IF antreten. Letztendlich setzte man sich dank der Auswärtstorregel nach einem 2:2-Auswärtsunentschieden und einem 0:0-Unentschieden im Heimspiel durch, Jonson kam dabei im Hinspiel zu einem Kurzeinsatz. Auch in der zweiten Spielzeit bei ÖSK war er zu Beginn größtenteils nur Einwechselspieler, konnte sich aber als regelmäßiger Torschütze in die Startelf spielen und am Ende der Spielzeit als Vizemeister mit dem Klub den Einzug in den UEFA-Pokal feiern. Nach mehreren Abgängen war die Mannschaft in der Spielzeit 1995 geschwächt und man belegte nur noch den sechsten Rang. Zudem schied die Mannschaft unglücklich gegen den FC Avenir Beggen aus dem Europapokal aus: Zwar gelang nach einem 0:0-Unentschieden im Hinspiel ein 1:1-Remis im Rückspiel, das gemäß Auswärtstorregel das Weiterkommen bedeutet hätte, der Klub setzte jedoch vier ausländische Spieler ein und die UEFA wertete das Spiel zu Gunsten des Klubs aus Luxemburg.

### Erste Erfolge und Nationalmannschaftsdebüt
Nach dieser Spielzeit verließ auch Jonson den Klub. Neuer Arbeitgeber des Offensivspielers wurde der Ligarivale Helsingborgs IF. Durch seine starken Leistungen noch bei seinem Vorverein war er vor Saisonbeginn in die Nationalmannschaft berufen worden und debütierte am 22. Februar 1996 beim Länderspiel gegen Japan, das in Hongkong im Elfmeterschießen gewonnen wurde. Dabei war er in der 80. Spielminute für Sebastian Henriksson ausgewechselt worden. Sechs Tage später kam er als Einwechselspieler beim 0:0-Unentschieden gegen Australien ein zweites Mal im Nationaljersey zum Einsatz – gleichzeitig sein letzter Einsatz in jenem Jahr.
In seinem ersten Jahr bei HIF konnte er seine Qualitäten als Torschütze kaum unter Beweis stellen, ihm gelangen in 21 Saisonspielen nur drei Saisontore. Erst in seinem zweiten Jahr platzte der Knoten und er spielte sich zurück in die Nationalmannschaft. In seinem vierten Länderspiel am 10. September 1997 gelang ihm beim 1:0-Erfolg über Lettland mit dem spielentscheidenden Tor in der 88. Spielminute der erste Treffer im Nationaljersey. Dennoch konnte er sich nicht in der Auswahl etablieren, saß in der Folgezeit meistens nur auf der Ersatzbank und kam kaum zum Einsatz. Bei seinem Verein lief es für ihn jedoch umso besser. Zwar war er selber nicht mehr so treffsicher, konnte aber 1999 den schwedischen Meistertitel mit seinem Klub feiern.

### Erfolge in Dänemark
Nach Saisonende verließ Jonson den Klub und wechselte im November 1999 zum dänischen Spitzenklub Brøndby IF in die Superliga. Dort galt er mit 6,25 Millionen Kronen Jahresverdienst als bestbezahlter Spieler der Liga. Zunächst wurde er als Stürmer eingesetzt, konnte sich aber in der Rückrunde der Spielzeit 1999/2000 nur zweimal in die Torschützenliste eintragen. Als er jedoch im linken offensiven Mittelfeld eingesetzt wurde, zeigte er wieder seine Qualitäten als regelmäßiger Torschütze und erzielte 14 Saisontore. Parallel schaffte er wieder den Sprung in die Nationalmannschaft und schaffte es nach der für die schwedische Landesauswahl enttäuschend verlaufenden Europameisterschaft 2000 sich in der Mannschaft zu etablieren.
In seinen ersten beiden Jahren beim Klub schaffte er jeweils mit dem Klub nur den Vizemeistertitel. 2002 wurde für ihn zu einem erfolgreichen Jahr: Zunächst trug er mit sieben Saisontoren zum neunten Meistertitel des Klubs bei. Anschließend wurde er von Lars Lagerbäck und Tommy Söderberg in den Kader für die Weltmeisterschaft 2002 und kam zu seiner ersten Turnierteilnahme. Beim 1:1-Unentschieden gegen die argentinische Nationalmannschaft wurde er in der 68. Spielminute für Anders Svensson eingewechselt und kam somit zu seinem ersten Weltmeisterschaftseinsatz. Auch bei der 1:2-Niederlage nach Golden Goal im Achtelfinalspiel gegen Senegal kam er als Einwechselspieler zum Einsatz.
Nach zwei weiteren Vizemeistertiteln und dem Pokalsieg 2003 verabschiedete Jonson sich 2004 in Richtung England. Vorher nahm er jedoch noch mit der Nationalmannschaft an der Europameisterschaft 2004 teil. Bei dem Turnier kam er dreimal zum Einsatz. Sein Tor zum 2:2-Unentschieden gegen die dänische Nationalmannschaft rettete die schwedische Auswahl ins Viertelfinale des Turniers.

### Glücklos in England und Rückkehr nach Schweden
Norwich City, Aufsteiger in die Premier League, zahlte angeblich 850.000 £ Ablösesumme für den schwedischen Angreifer. Sein Jahr in der englischen Eliteserie blieb jedoch erfolglos. Am Ende der Spielzeit stand der Abstieg aus der höchsten Spielklasse und eine rote Karte bei der 2:3-Niederlage gegen Manchester City am 28. Februar 2005 zu Buche. Daher verließ er den Klub und kehrte nach Schweden zurück.
Jonson unterschrieb einen bis Ende 2008 gültigen Dreieinhalbjahresvertrag bei Djurgårdens IF. Dort spielte er bis Saisonende zehnmal in der Allsvenskan wurde zu einer Stütze der Mannschaft, die 2005 das Double aus Meisterschaft und Svenska Cupen gewann. Bei der Weltmeisterschaft 2006 gehörte er erneut dem Kader Schwedens an. Nachdem die Mannschaft im Achtelfinale am Gastgeber Deutschland durch eine 0:2-Niederlage gescheitert war, erklärte Jonson nach dem Turnier seinen Rücktritt aus der Nationalmannschaft.
Nachdem Jonson auch in der Spielzeit 2006 mit 21 Ligapartien zu den Stammkräften des Stockholmer Klubs gehört hatte, musste er im folgenden Jahr zeitweise verletzungsbedingt pausieren. Nach einer Pollenallergie im Frühjahr und einer Oberschenkelverletzung kam er lediglich in 16 Saisonspielen zum Einsatz. Dennoch unterschrieb er im April 2008 eine Vertragsverlängerung bis Ende 2009. In den folgenden Jahren zeigte er sich weiterhin verletzungsanfällig. Nach diversen Verletzungen, die ihm nur unregelmäßig Einsatzzeiten für seinen Klub ermöglichten, stand er Anfang April 2009 kurz vor seinem Karriereende. Im Herbst kehrte er jedoch auf den Fußballplatz zurück und verhalf dem Klub im Abstiegskampf zum Erreichen des Relegationsplatzes. Nach einer erneuten Verletzung verpasste er die 0:2-Hinspielniederlage gegen Assyriska Föreningen. Beim Rückspiel gehörte er wieder zur Startelf und erzielte, nachdem Jan Tauer und Christer Youssef in der regulären Spielzeit das Hinspielergebnis ausgeglichen hatten, in der Verlängerung den 3:0-Siegtreffer, der den Klassenerhalt bedeutete. Zwei Tage später gab der Klub die Verlängerung des Vertrages um eine weitere Spielzeit bekannt. Auch in der Spielzeit 2010 bremste ihn das Verletzungspech, zum Saisonende verlängerte er seinen Vertrag jedoch um ein weiteres Jahr. Nach seiner Wiedergenesung war er zu Beginn der Spielzeit 2011 wiederum Leistungsträger. Dennoch verkündete er im Sommer sein Karriereende zum Saisonschluss. Nach über 100 Allsvenskan-Spielen für Djurgårdens IF verabschiedete er sich mit einem elften Tabellenplatz vom aktiven Fußball.

## Erfolge
- Schwedischer Meister: 1999, 2005
- Schwedischer Pokalsieger: 2005
- Dänischer Meister: 2002
- Dänischer Pokalsieger: 2003